# 東海第二発電所
東海第二発電所（とうかいだいにはつでんしょ）は、茨城県那珂郡東海村にある日本原子力発電（日本原電）の原子力発電所である。略称は東二（とうに）、げんでん東海。首都圏にある唯一の原子力発電所である。

## 概要
日本初の百万kW級軽水炉。設置申請の関係で別の発電所となってはいるが、実質的には廃炉作業中の東海発電所と一体化しており、一つきりの正門の看板には発電所名が併記されている。 付属の東海港は燃料搬入・搬出用であるが、隣接する原研機構本部（旧原研東海研究所と旧動燃東海事業所）への物資陸揚げに使用されることがある。
2011年3月11日に発生した東北地方太平洋沖地震（東日本大震災）により、原子炉が自動停止。その後、津波（高さ5.4メートル）が敷地に襲来したが、冷却用電源を複数備えていたことや、茨城県による津波評価を参考にした防潮壁強化工事が奏功し、福島第一原子力発電所事故のような深刻な原子力事故には至らなかった。
震災以降、現在（2023年9月時点）に至るまで発電を休止している。稼働していた時期において、東海第二発電所の発電電力は東京電力と東北電力に売電されていた。売電割合は東京電力が80%、東北電力が20%となっている。

## 発電設備
|       | 原子炉形式            | 主契約者                 | 定格電気出力 | 定格熱出力 | 運転開始       | 設備利用率 （2009年度） | 現況       |
| ----- | --------------------- | ------------------------ | ------------ | ---------- | -------------- | ----------------------- | ---------- |
| 1号機 | 沸騰水型軽水炉（BWR） | GE、日立製作所、清水建設 | 110万kW      | 329.3万kW  | 1978年11月28日 | 35.1%                   | 定期点検中 |

## 過去の主なトラブル

### 1979年放射能を含む蒸気漏れ
1979年7月22日、発電所内で放射能を含む蒸気が漏出。運転を停止。

### 2010年管理区域外への放射性物質の放出
2010年5月26日、原子力安全・保安院は、日本原電より「東海第二発電所において、非放射性廃棄物を処理する排水管に放射性廃棄物を処理する排水管が誤接続が1件あった」旨の調査結果の報告を受けた。給水加熱器ドレンポンプの計装ラックドレン配管がストームドレン系の排水管に誤接続されていたものであり、当該計器の点検時にトリチウムが微量に含まれた水が排水されていたと考えられる。

### 東日本大震災
2011年3月11日の東北地方太平洋沖地震（東日本大震災）により、原子炉が自動停止した。常用の外部電源も停止したことから、非常用ディーゼル発電機3台を起動して運転に必要な電源を確保したが、津波によってディーゼル発電機用海水ポンプが故障したため、残るディーゼル発電機2台で原子炉冷却に必要な電源を確保した。その後、外部予備電源が回復し、3月15日0時40分（JST）に原子炉水温度が100℃未満の冷温停止状態となったことを確認した。その間は注水と、水蒸気を逃がすための弁操作の綱渡り的な繰り返しで、冷温停止までにかかった時間も通常の2倍以上であった。
しかし、高さ6.1m（想定津波5.7m）の防波壁に到達した津波の高さは5.4mで、工事中のため防波壁には穴が開いていた。その穴から入った海水によって、全3台の海水ポンプが水没（2台は水深が低かったため稼働）し、非常用ディーゼル発電機1台も停止した。原子炉は冷却し続けられたが、工事穴どころか防波壁自体の高さとの差もわずか70cmで、もう少し波が高かったら、全ての電源が潰滅し、福島第一原発と同じ状態になっていたという。日本原電は、「（冷却機能が全て失われた）福島第一の事態になった可能性は否定できない」と述べている。
なお、2006年に国の耐震指針が改定され、2007年7月の新潟県中越沖地震（柏崎刈羽原発が被災した）直後に茨城県が2007年10月に出した「津波浸水想定」に基づき、東海第二発電所では対策を実施。冷却用海水ポンプを守るため、従来あった3.3mの防護壁に加えて、側面にも2.8mの壁を設けた。津波は5mと福島第一原発の半分以下だったこともあるが、ポンプや電源は一部浸水したものの、冷却を継続できた。津波対策を講じなかった福島第一原発とは明暗を分けた。なお、こうした6.1mの津波に耐えられる防水工事の完了は震災の2日前であったことが、2012年2月13日、国の視察に合わせて報道陣に公開されて明らかとなった。
さらに、この2006年の国の新耐震指針でも、揺れの周期によっては想定を上回る加速度が観測されたという。

### 2011年管理区域外への放射性物質の放出
地震があった同日の2011年3月11日21時50分頃（JST）、現場機器の状態を確認していた保修員が、複合建屋（非管理区域）蓄電池室2Bにあるドレンファンネルからの溢水を確認した。ファンネルは、図面上、複合建屋に隣接するサービス建屋1階の管理区域内にある実験室サンプに接続されていることが確認されたため、当該サンプ内の廃液が非管理区域へ逆流し漏洩したものと判断した。その後、放射性物質を含む廃液を放水口から放出した。東北地方太平洋沖地震の直接的な影響により管理区域外へ放出された事象ではない。
また3月13日には使用済燃料プールおよびサイトバンカープールの溢水が確認されている。

## 震災以降の動き

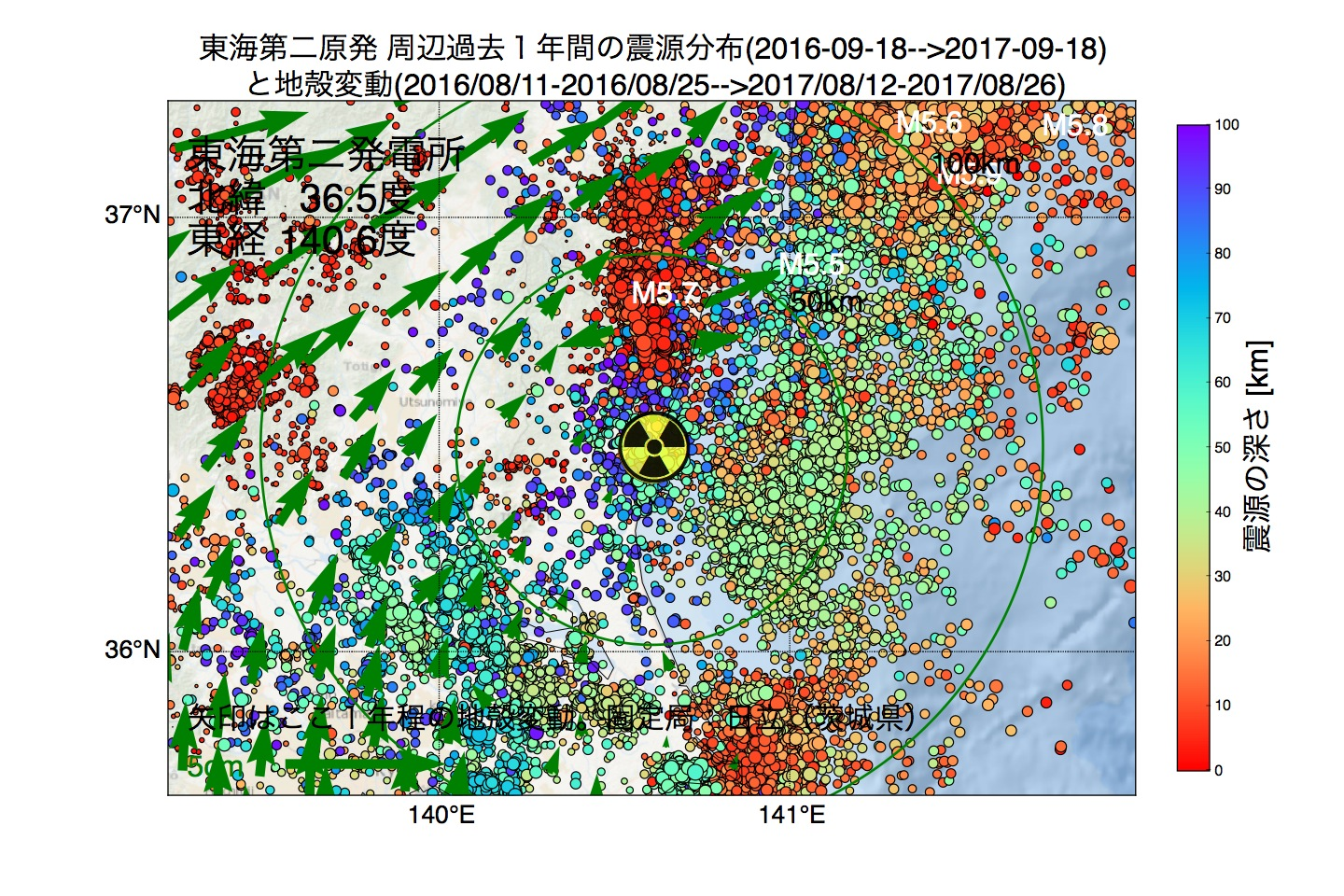
東海第二発電所周辺の過去１年間の地震の震源分布と地殻変動（防災科学技術研究所 Hi-net 高感度地震観測網の地震データと国土地理院の電子基準点の位置データより作成）

日本原電は東海第二の再稼働を目指している。震災後の国による安全規制で、原発の運転期間を原則40年とし、20年延長を認める認可を原子力規制委員会から2018年11月7日に得た。理解を求めるための地元説明会を開催するなどしている。一方で、30キロメートル圏内には日本の原発周辺としては最多の約96万人が暮らすことから、再稼働に慎重または反対の自治体や県民も多い。
2018年3月、日本原電は周辺6市村（東海村、日立市、常陸太田市、那珂市、ひたちなか市、水戸市）と安全協定を結んだ。これについて、自治体が拒否権を持つか否かについて、日本原電と周辺自治体で見解の相違が浮き彫りになる事態も起きた。
2019年2月15日、日本原電は、東海第二の再稼働について実質的な了解権限を持つ上記6市村以外で、東海第二から30キロメートル圏にある8市町村と意見表明を可能とする新協定を結んだ。対象は常陸大宮市、大洗町、城里町、高萩市、笠間市、鉾田市、茨城町、大子町で、協定に署名しない小美玉市も同等の権限を持つ。なお、これら15市町村は「東海第二発電所安全対策首長会議」を組織している。
また茨城県内の自治体は東海第二での事故を想定して、周辺県（栃木県、埼玉県、千葉県）の市町村に、避難民を受け入れてもらうための協定を結んでいる。  

### 営業運転再開について
同発電所は、東北地方太平洋沖地震（東日本大震災）で自動停止してから、2011年5月21日以降定期検査に入り、一部の機器が地震の影響を受けたことが判明した。その後、健全性の確保と地震・津波への緊急対策を行っている。日本原子力発電は当初、同年の6月に燃料装填、8月上旬に定期検査終了を予定していたが、2012年4月27日に原子力安全協定を締結している自治体に提出した2012年度の年間主要事業計画書では「未定」と変更した。この変更の理由は、ストレステストを提出していないこと、再稼働に慎重な姿勢の東海村をはじめとした周辺自治体の理解の必要性、国から再稼働要請がないことなど、再稼働の見通しが立っていないことであると日本原子力発電は説明している。
東海村村長（当時）の村上達也は、燃料装填について、再稼働に直結しかねず、「拒否する」と明言していた。日本原電は再稼働に向けてストレステストを「一刻も早く」提出し、関係自治体への理解を求めていく方針であるが、福島第一原子力発電所事故を受けた安全対策には未着工のものや工期が未定となっているものもある。
震災後、日本原電は東海第二原発を津波から守るため内陸側に開いた「コ」の字状態の防潮堤建設や冷却系統の多重化などを進めているが、2022年6月時点では工事は途上であり、30キロメートル圏内14市町村のうち広域避難計画を策定済みなのは5市町に留まっている。

### 廃炉を求める動き
東海村JCO臨界事故や福島原発事故、同種の事故につながりかねない東北地方太平洋沖地震の津波によるトラブルなどを経験し、近年地元では廃炉を求める声が高まっている。
従来から原発に慎重姿勢を示してきた東海村の村上村長（当時）は、半径30km圏に約100万人が住むことや、運転開始から37年目を迎え老朽化していることを挙げ、2012年4月に枝野幸男経済産業大臣に対して同発電所の永久停止・廃炉などを要望する意見書を渡した。村上村長（当時）は同月設立された「脱原発をめざす首長会議」の世話人を務めている。2011年度は、東北地方太平洋沖地震後の自動停止から定期検査に入ったことで同発電所が年度単位で一度も稼働しなかった初の年度となった。2011年度の茨城県や東海村の核燃料等取扱税の税収が減少したほか、国からの交付金も減少する見込みだが、村には原発以外に原子力研究施設が多いため、運転が停止しても財政に致命的な影響はないと担当者は話している。
つくば市議会と筑西市議会は2012年3月15日に、同発電所の廃炉を求める意見書を、それぞれ全会一致、賛成多数で可決している。また、脱原発をめざす首長会議の総会で、かすみがうら市の宮嶋光昭市長も同発電所の永久停止を主張した。茨城県外でも千葉県野田市の鈴木有市長が2024年3月の市議会一般質問の答弁において、「（事故が発生した場合、）90キロ圏内に位置する野田市に深刻な影響をもたらす可能性が否定できない」として、同発電所の再稼働に反対する姿勢を示している。
石岡市内には同原発の廃炉を目指す活動を行う団体が5つあったが、2012年3月18日に連携して「東海原発の廃炉を求める石岡地域の会」を発足させた。4月1日には、ひたちなか市で、茨城県労働組合総連合などで作る実行委員会が主催した「さよなら原発4・1大集会inいばらき」が開催され、3000人規模の集会となった。同発電所の再稼働中止と廃炉を求める署名を2011年7月下旬から県内14の市民団体が集め、4月に17万人超の署名を茨城県に提出した。なお、市民団体側はこの署名を橋本昌知事に直接手渡す計画であったが、県側が「日程が合わない」などと述べて実現せず、団体側は「知事は逃げている」と批判した。